# Майер, Даниэла
Даниэла Майер (нем. Daniela Maier; род. 4 марта 1996, Филлинген-Швеннинген) — немецкая фристайлистка, выступающая в ски-кроссе. Бронзовый призёр зимних Олимпийских игр 2022 года, бронзовый призёр чемпионата мира 2025 года, серебряный призёр чемпионата мира среди юниоров. 

## Спортивная карьера
Майер родом из Фуртвангена. Выступает за лыжный клуб Урах. Сначала занималась горнолыжным спортом, а в сезоне 2012/2013 годов попробовала свои силы во фристайле и стала участвовать в гонках FIS и национальных чемпионатах. 
В 2014 году она закончила обучение в лыжной школе-интернате в Фуртвангене в 2014 году, получив аттестат зрелости. В сезоне 2014/15 годов выступала на этапах Кубка Европы и дважды поднималась на подиум, также победила в чемпионате Германии. В конце зимнего сезона завоевала серебряную медаль на юниорском чемпионате мира.
На этапах Кубка мира по фристайлу Майер дебютировала 5 декабря 2015 года в Монтафоне, где финишировала 12-й и сразу же набрала свои первые зачётные очки. Лучшим результатом в ее дебютном сезоне стало 8-е место в Сан-Кандидо. 
По ходу сезона 2016/17 годов на этапах Кубка мира немецкая лыжница шесть раз финишировала в первой десятке, а 10 декабря 2016 года впервые заняла третье место в Валь-Торансе. 4 февраля 2017 года она получила травму колена, потребовалось три операции. Олимпийский сезон 2017/2018 годов пришлось пропустить. 
В сезоне 2018/19 годов Майер дважды финишировала в первой десятке на этапах Кубка мира. На чемпионате мира в Парк-Сити она заняла 11-е место. Через год на Кубке мира она смогла трижды забраться на подиум. 
В 2022 году на Олимпийских играх в Пекине выиграла бронзовую медаль. 